# Pont-canal du Sart

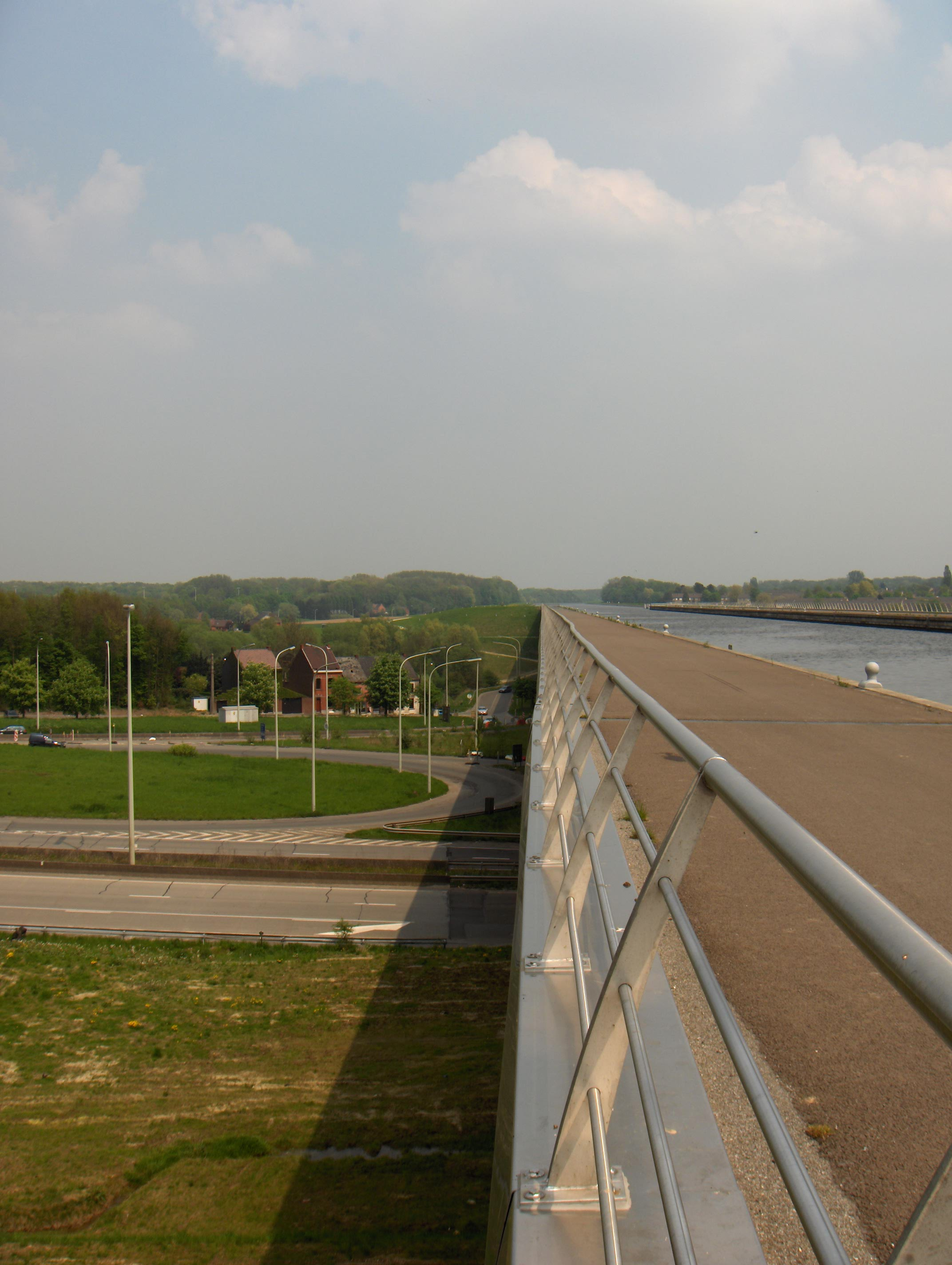
Pont-canal du Sart

Le pont-Canal du Sart à Houdeng (La Louvière, Hainaut en Belgique) est un pont-canal en poutres.
Il a été construit entre 1998 et 2002, en utilisant la technique du béton précontraint, ce qui est une innovation dans cette catégorie de ponts.
La réalisation du pont-canal achève la modernisation du canal du Centre qui relie le bassin de l'Escaut à celui de la Meuse.
Le pont-canal du Sart à Houdeng permet le franchissement par le canal du Centre modernisé de la vallée du Thiriau du Sart
et du carrefour routier (rond-point) entre la N55 (Le Rœulx-Binche) et la N535 (La Louvière-Parc industriel de Bracquegnies)
à proximité de l'accès autoroutier (autoroute E19-E42 : Paris-Bruxelles : sortie no 21).

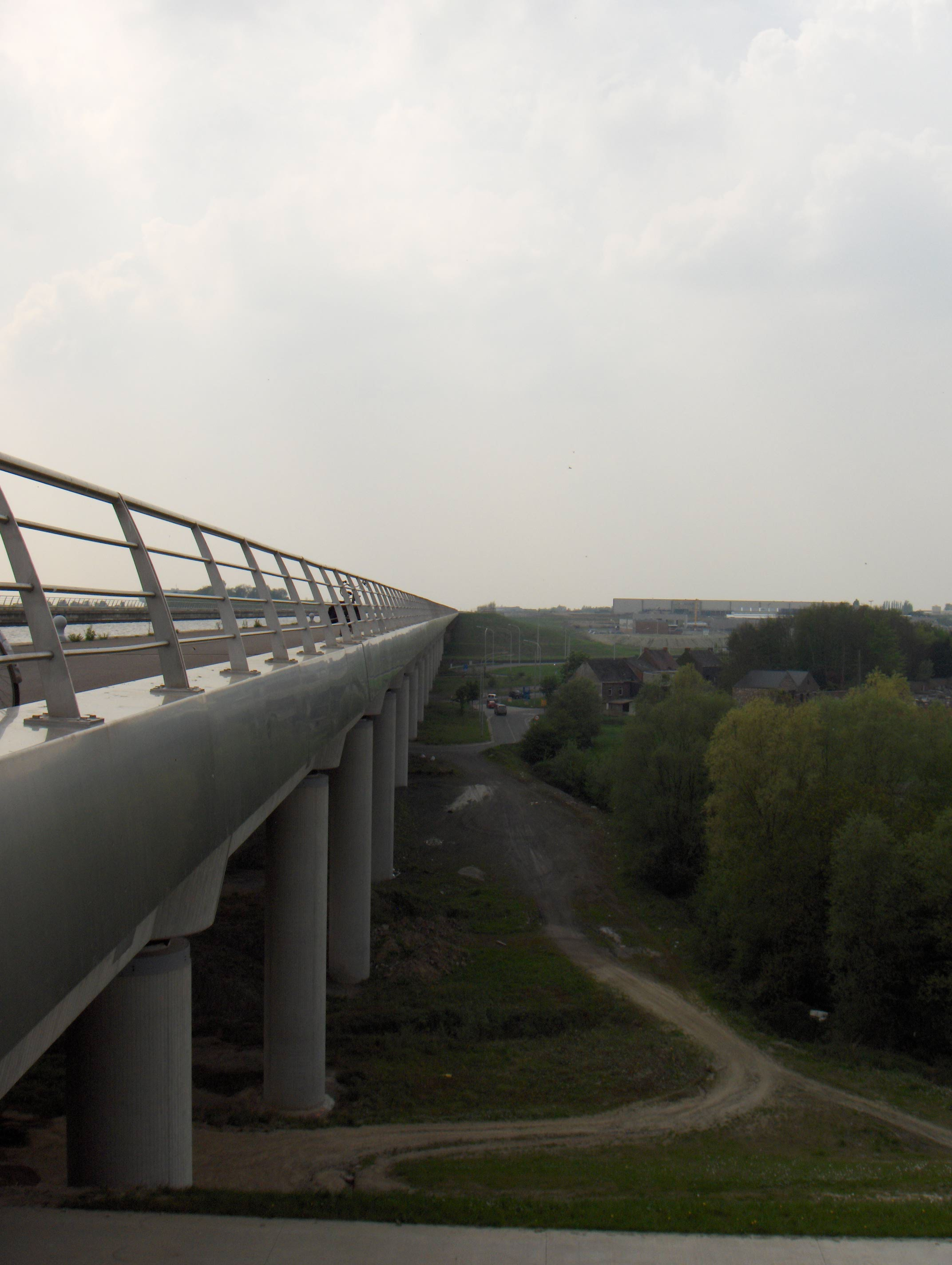
Vue du tablier et des poteaux de soutien du pont canal